# Buchheim (Landkreis Tuttlingen)

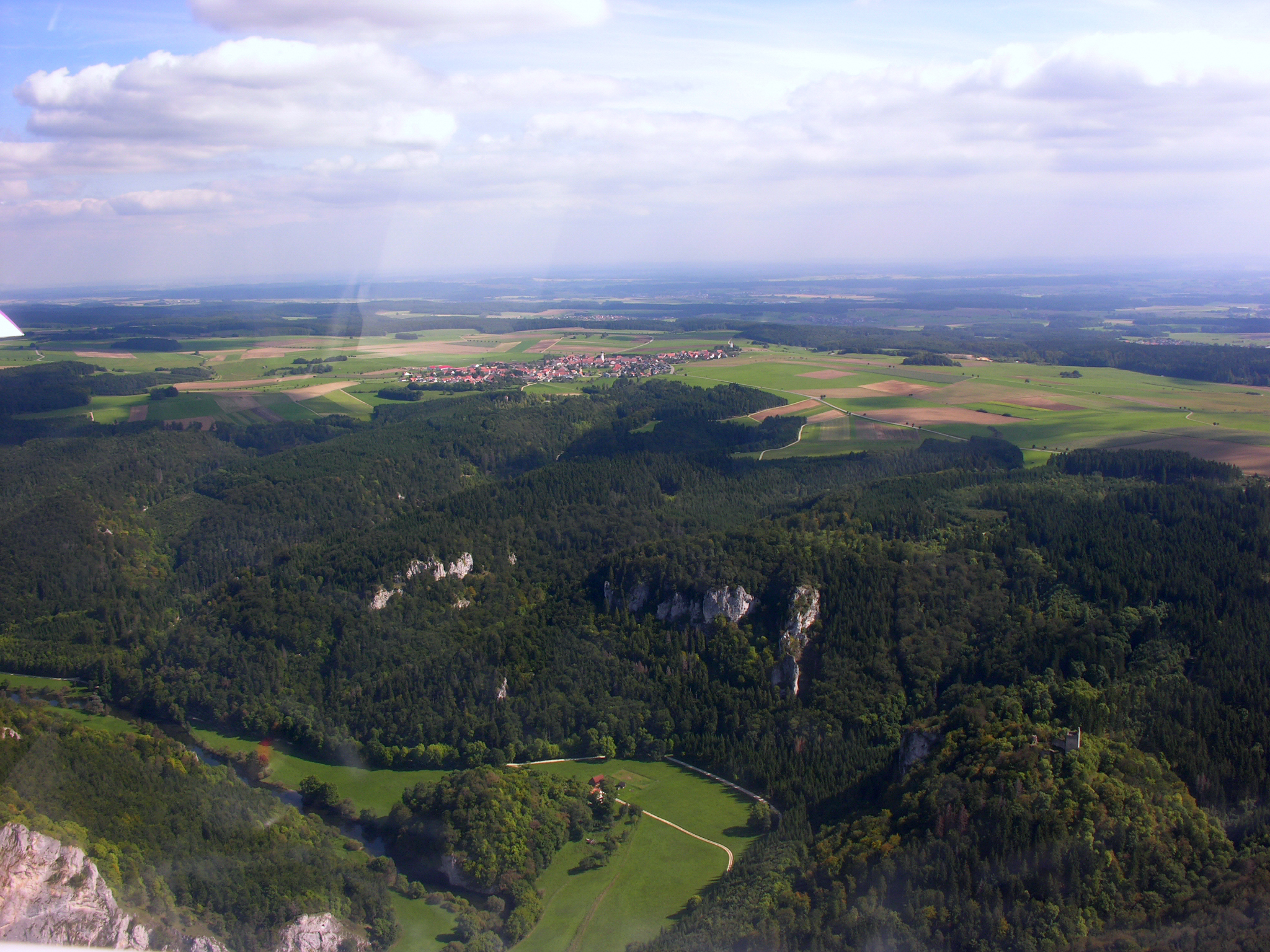
Buchheim oberhalb des Donautals

Buchheim ist eine Gemeinde im Landkreis Tuttlingen in Baden-Württemberg, Deutschland.

## Geographie

### Lage und Geologie
Buchheim liegt in etwa 800 Meter Höhe auf der Hegaualb. Dieser südwestliche Teil der Schwäbischen Alb befindet sich schon südlich der Donau, entspricht aber geologisch dem Großen Heuberg in Norden. Dazwischen – bei Fridingen und Buchheim – verläuft der Donaudurchbruch durch die Schwäbische Alb. Das gesamte Gebiet gehört zum Naturpark Obere Donau.
An der Donau besitzt die Gemeinde ein Fischwasserrecht.

### Nachbargemeinden
Die Gemeinde grenzt im Norden an Beuron und im Osten an Leibertingen, beide im Landkreis Sigmaringen, im Süden an Neuhausen ob Eck und im Westen an Fridingen an der Donau.

### Gemeindegliederung
Zur Gemeinde Buchheim gehören das Dorf Buchheim, die Höfe Gründelbuch (Schäferhof), Hilbenhof, Scheuerlehof und Vorderer Jakobenhof und die Häuser Kiesgruben. Im Gemeindegebiet liegen die Burgruine Kallenberg und die Wüstung Ozenswilare.

### Schutzgebiete
Buchheim hat Anteil am Naturschutzgebiete Stiegelesfels-Oberes Donautal und am Landschaftsschutzgebiet Donautal mit Bära- und Lippachtal.
Buchheim hat zudem Anteil am FFH-Gebiet Großer Heuberg und Donautal sowie am Vogelschutzgebiet Südwestalb und Oberes Donautal. Darüber hinaus gehört Buchheim zum Naturpark Obere Donau.

## Geschichte

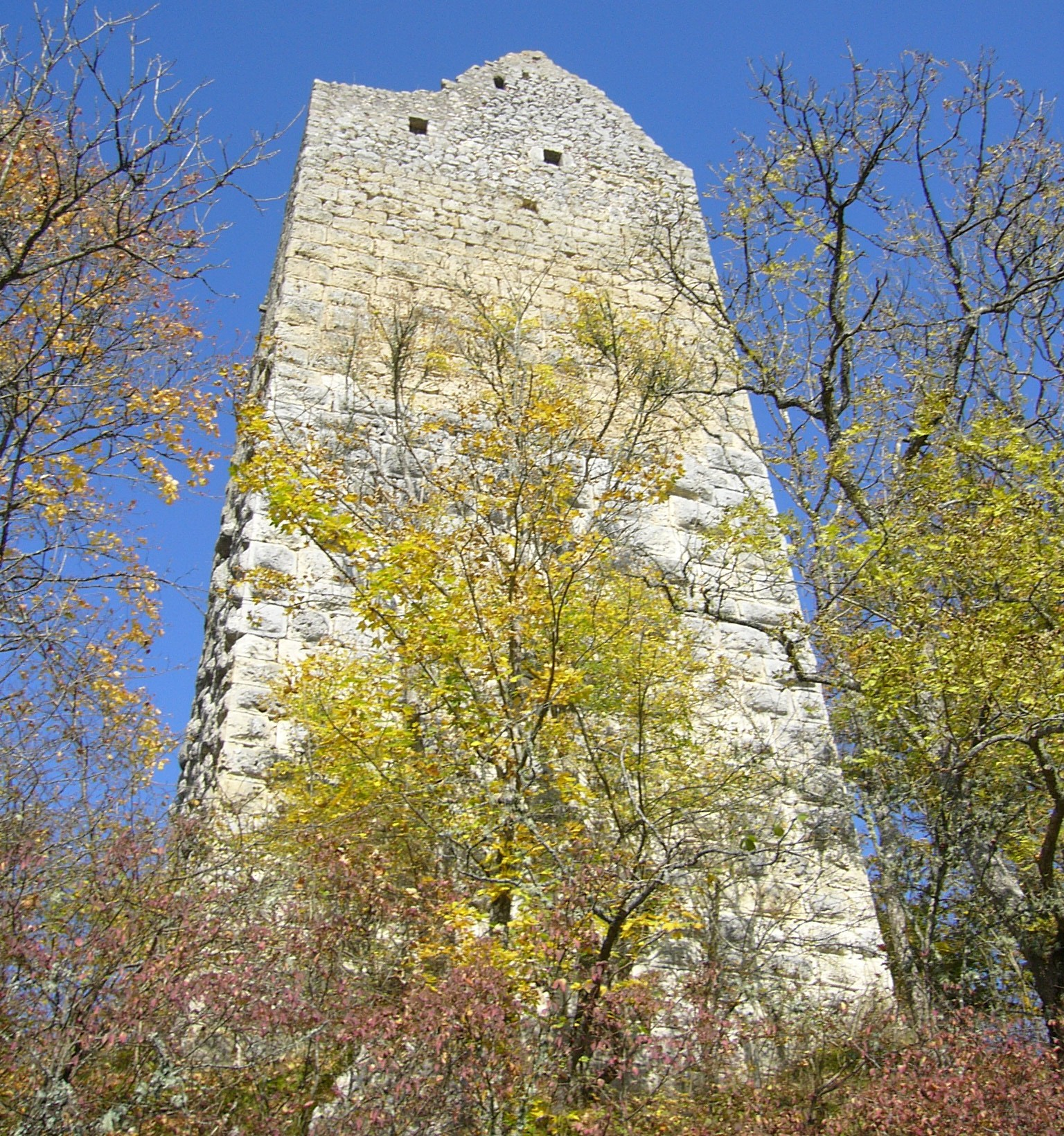
Burgruine Kallenberg

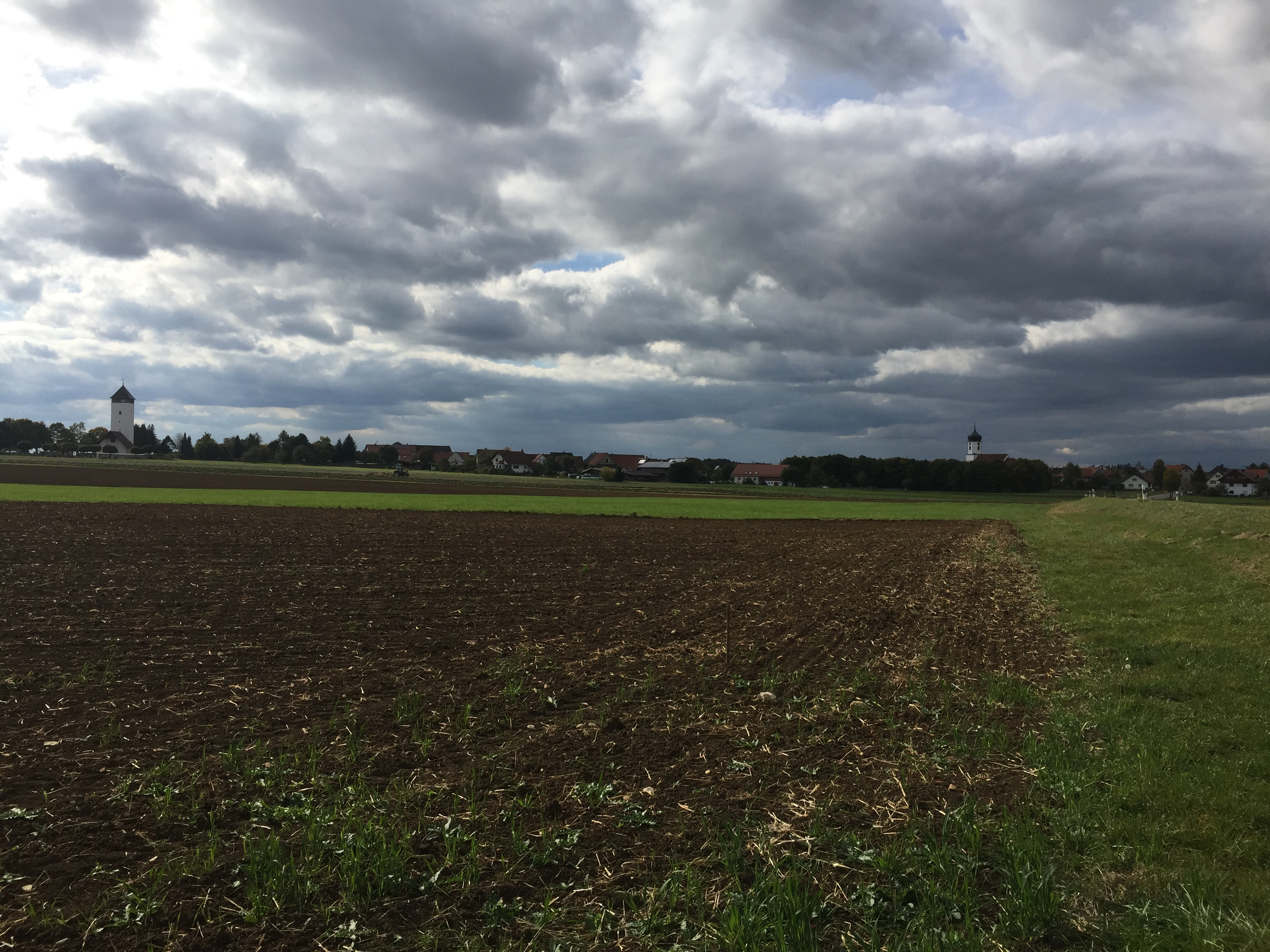
Ostansicht von Buchheim mit Pfarrkirche St. Stephanus (rechts) und „Buchheimer Hans“

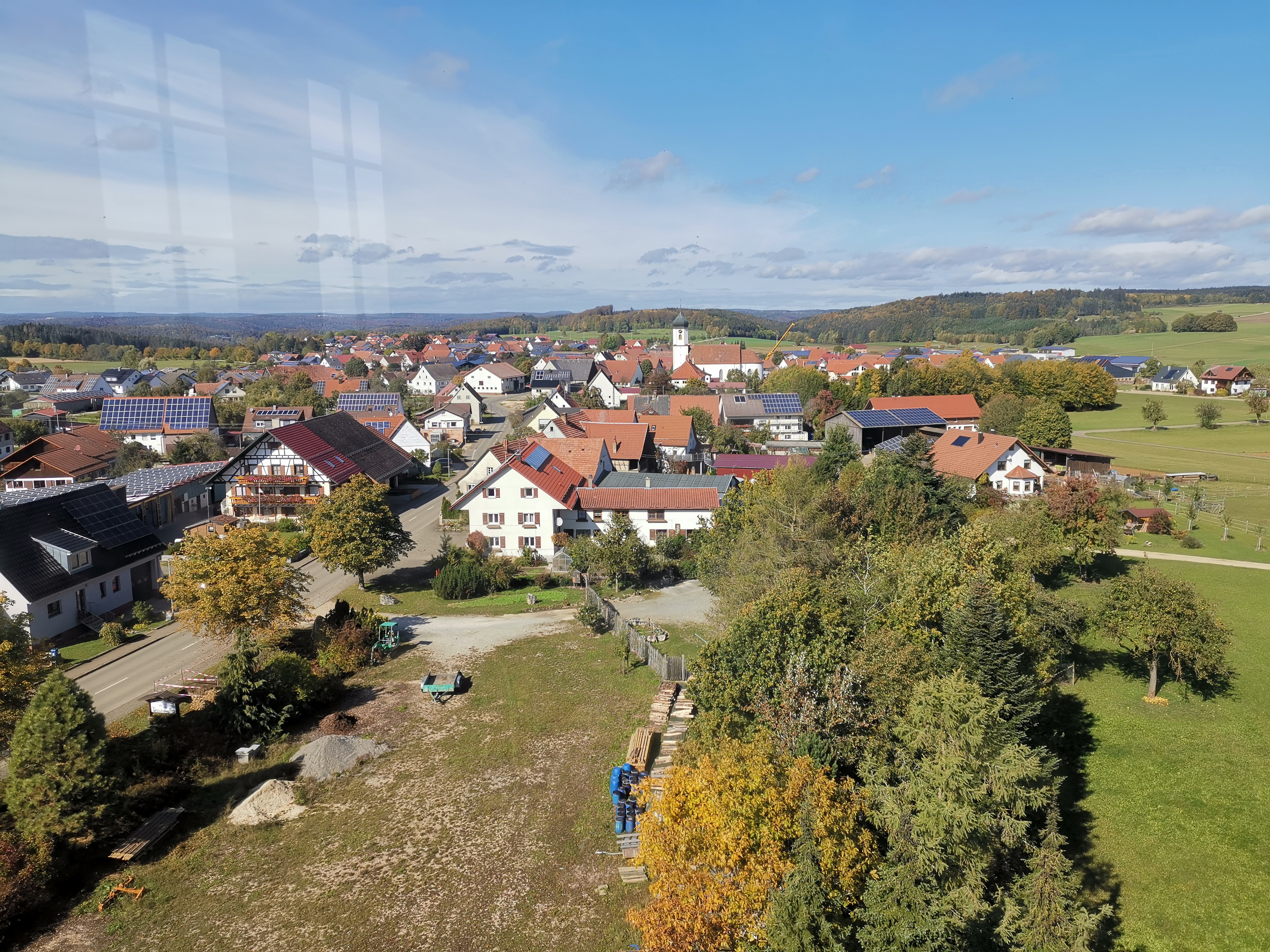
Ansicht vom Aussichtsturm Buchheimer Hans

### Vorgeschichte, Mittelalter und frühe Neuzeit
Ausgrabungsreste aus der Steinzeit sind Zeugnis einer ersten Besiedlung aus vor- und frühgeschichtlicher Zeit.
Der Ort Buchheim wurde im Jahre 861 in einer Urkunde des Klosters St. Gallen als Puachheim erstmals erwähnt.
Verschiedene geistliche und weltliche Herrschaften hatten Besitz am Ort. Gleich mit drei verschiedenen früheren staatlichen Zuständigkeiten hat man es in Buchheim zu tun. Noch bis ins letzte Jahrhundert gab es dort drei Gemarkungen, nämlich Buchheim, Gründelbuch und Kallenberg.
Der Ort Buchheim selbst gehörte seit 1409 zu der den Freiherrn von Enzberg gehörenden Herrschaft Mühlheim-Bronnen, die auch die niedere Gerichtsbarkeit innehatten. Die Hochgerichtsbarkeit teilten sich die Grafschaften Sigmaringen und Nellenburg. Großes Elend brachte der Dreißigjährige Krieg (1618–1648) mit sich, bei dem Anfang Juni 1677 das ganze Dorf und der Turm mit Pfarrkirche von durchziehenden sächsischen Truppen angezündet wurden. Der Frondienst versahen die Buchheimer Bürger für die Herren von Enzberg; dieser wurde durch ein Gesetz abgeschafft. Sie mussten 300 Hektar Gemeindewald und 150 Hektar Allmendfeld von den Herren von Enzberg für das Zwanzigfache zurückkaufen. Bei der Säkularisation 1805 erfolgte zunächst der Übergang an Württemberg.
Von der einst ebenfalls eigenständigen Gemarkung der früheren Herrschaft Kallenberg sind die Burgruine gleichen Namens und der Scheuerlehof an der Donau noch als einzige Bauwerke erhalten. 1772 kam die Herrschaft Kallenberg als habsburgisches Lehen der Grafschaft Hohenberg an die Freiherren von Ulm-Erbach, wurde 1806 ebenfalls vorübergehend dem Königreich Württemberg angegliedert und kam 1810 an Baden.

### Seit der Zugehörigkeit zu Baden
Auch Buchheim gelangte 1810 an das Großherzogtum Baden und wurde dem Amtsbezirk Meßkirch zugeordnet. Im Jahr 1900 begann man den Aufbau eines Leitungsnetzes für die Wasserversorgung.
Gründelbuch mit Jakobenhof, Hilbenhof und Schäferhof war salemischer Besitz und stand als sogenannte „Nebengemeinde“ unter Verwaltung des salemischen Obervogteiamtes Münchhöf. Auch nach dem Übergang an Baden war Gründelbuch noch ein Teil der Gemeinde Münchhöf, ehe es dann erst im Jahre 1925 endgültig zu Buchheim kam.
Erst 1924 wurde die Gemarkung Kallenberg mit der von Buchheim zusammengelegt. Zur einstigen Herrschaft Kallenberg hatten früher auch die Orte Nusplingen, Obernheim, Dormettingen, Erlaheim und Bronnhaupten gehört, die 1806 alle württembergisch wurden.
Das Amt Meßkirch wurde 1936 aufgelöst und seine Gemeinden dem Oberamt Stockach angegliedert. Daraus entstand 1939 der Landkreis Stockach. Im Jahre 1945 wurde die Gemeinde Teil der Französischen Besatzungszone und lag somit im südlichen Nachkriegsland Baden, welches 1952 im Bundesland Baden-Württemberg aufging. Bei der Kreisreform Baden-Württemberg 1973 wurde der Landkreis Stockach aufgelöst; die Gemeinde Buchheim wurde mit Wirkung zum 1. Januar 1973 dem Landkreis Tuttlingen zugeordnet.

## Politik

### Verwaltungsverband
Die Gemeinde ist Mitglied des Gemeindeverwaltungsverbandes Donau-Heuberg mit Sitz in Fridingen an der Donau.

### Gemeinderat
Der Gemeinderat in Buchheim besteht aus den gewählten ehrenamtlichen Gemeinderäten und der Bürgermeisterin als Vorsitzende. Die Bürgermeisterin ist im Gemeinderat stimmberechtigt. Die Kommunalwahl am 9. Juni 2024 führte zu folgendem Endergebnis. Die Wahlbeteiligung betrug 77,4 %.
| Liste / Partei              | Stimmen | Sitze |
| Buchheimer Bürgerliste      | 62,3 %  | 5     |
| Gemeinsam Zukunft gestalten | 37,7 %  | 3     |

### Bürgermeister
Dorfvorsteher wurden bis zum Jahr 1832 Dorfvogt, anschließend Bürgermeister genannt.
- 1797–1817 Ignaz Schiele
- 1817–1824 Johann Bertsche
- 1824–1837 Johann Baptist Hermann
- 1837–1845 Jakob Knittel
- 1845–1854 Josef Kiene
- 1854–1860 Ferdinand Schreiber
- 1860–1871 Alois Knittel
- 1871–1889 Thomas Kohler
- 1889–1895 Lambert Hermann
- 1895–1922 Adelbert Hermann
- 1922–1933 Ferdinand Kohler
- 1934–1937 Simon Knittel
- 1937–1945 Alois Schlegel
- 1945–1957 Karl Kiene
- 1957–1977 Friedrich Kohler (1909–1992)
- 1977–2017: Hans-Peter Fritz (* 1952 in Buchheim), Gastronom[9]
- Seit 2017: Claudette Kölzow

### Wappen
|  | Blasonierung: „In Silber auf grünem Boden einen von einer roten Mauer umgebenen roten Turm.“ |
|  |                                                                                              |

## Kultur und Sehenswürdigkeiten
Die Kommune ist dem Tourismusverband „Donaubergland“ angeschlossen.

### Bauwerke

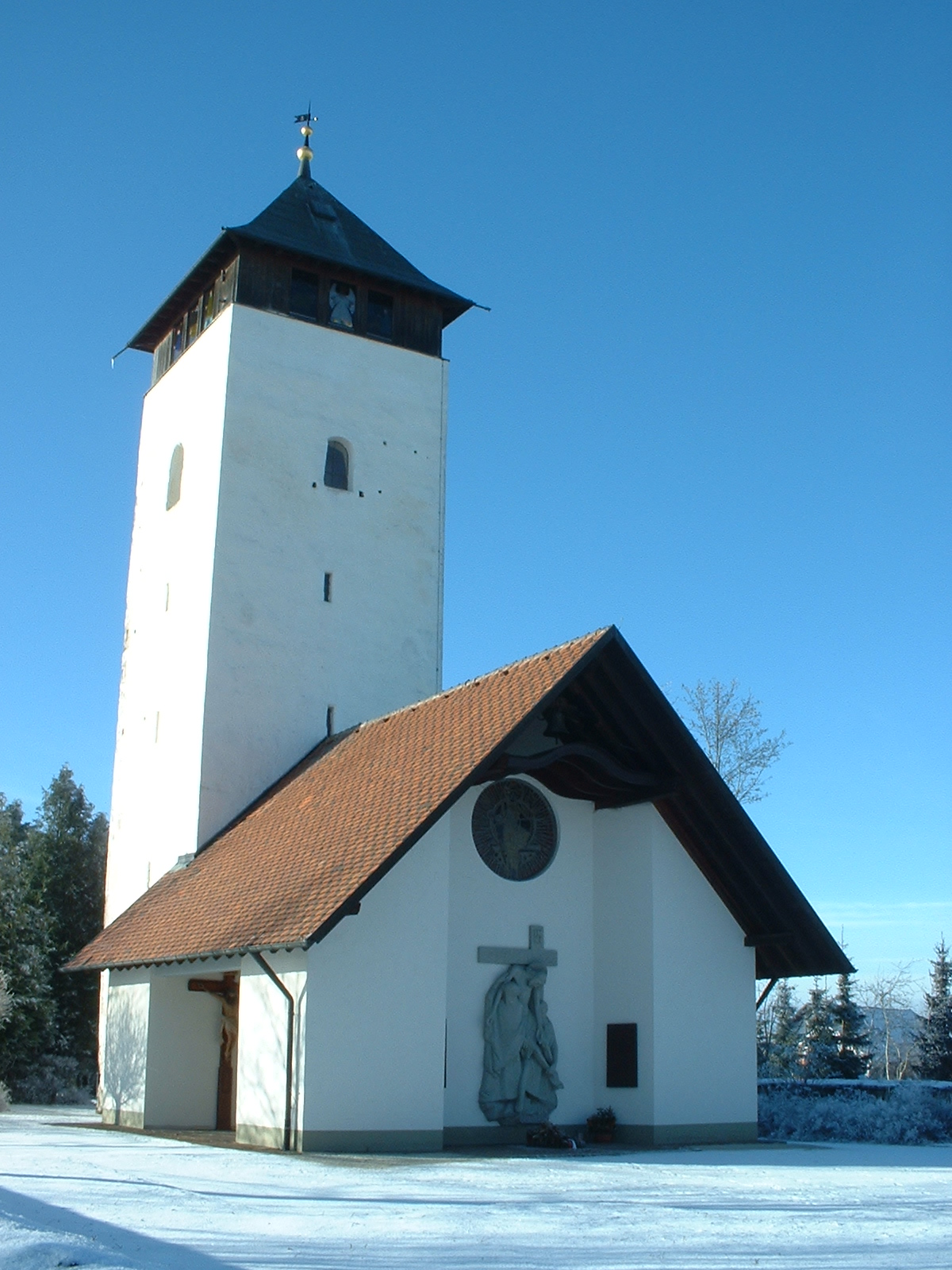
Buchheimer Hans

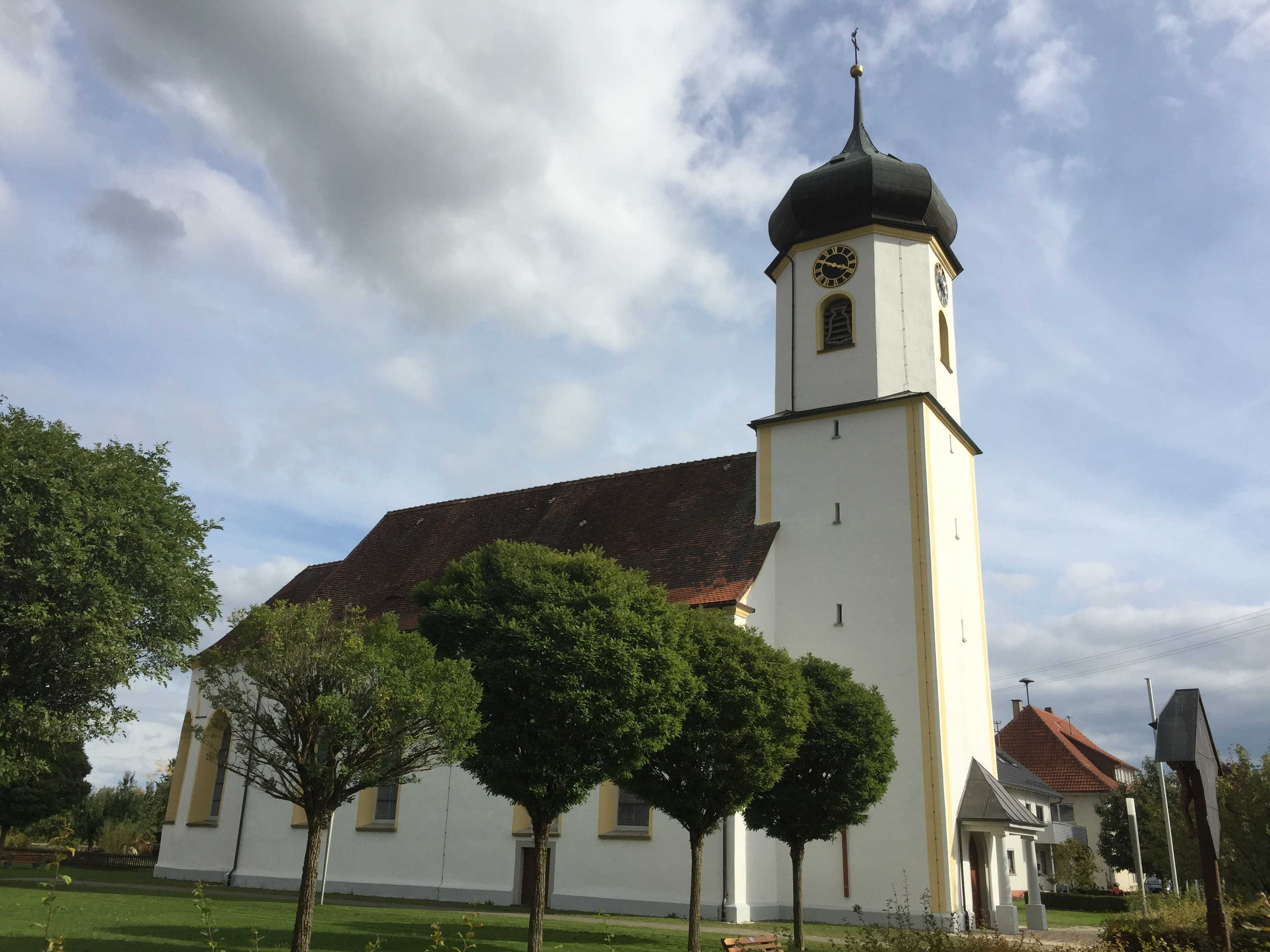
Pfarrkirche St. Stephanus

- Der Buchheimer Hans, auch Langer Hans genannt, am südlichen Ortsrand, ist der Kirchturm der ehemaligen Chorturmkirche, die ursprünglich dem Heiligen Johannes dem Täufer geweiht war. Der Turm datiert ins 14. Jahrhundert.[10] Anfang Juni 1677 wurde der Turm mit Pfarrkirche und den umliegenden Gebäuden von durchziehenden sächsischen Truppen angezündet.[7] 1742 wurde die Pfarrkirche wieder aufgebaut.[6] Nach dem Bau der barocken Kirche im heutigen Ortskern wurde das Langhaus der Chorturmkirche abgebrochen. Im Jahr 1980 wurde der rund 27 Meter[11] hohe Turm restauriert und ist seitdem als Aussichtsturm begehbar.[12] 109 Treppenstufen führen vom Eingang 24 Meter in die Höhe bis zu den Fenstern.[13] Von hier bietet sich ein herrlicher Ausblick in die nähere Umgebung vor allem in Richtung Osten und Süden, bei klarem Wetter über den Linzgau, den Hegau und über die gesamte Alpenkette von der Zugspitze im Osten bis in die Berner Alpen. Er wurde von der Denkmalstiftung Baden-Württemberg zum „Denkmal des Monats Oktober 2010“ ernannt.[7] Unterhalb des Turmes befindet sich heute der Friedhof sowie eine Soldaten-Gedächtnisstätte.
- Die barocke Pfarrkirche St. Stephan wurde um 1742 errichtet.
- Oberhalb der Donau befindet sich die Burgruine Kallenberg.
- Die Hohenecker Schanze ist eine 1704 von den Österreichern erbaute Schanze aus dem Spanischen Erbfolgekrieg im Wald in der Nähe der Burgruine Kallenberg.
- Auf der Buchheimer Gemarkung befindet sich eine abgegangene Burg, das so genannte Schänzle.
- Der Landgasthof „Zum Freien Stein“ wurde nach Erhalt der Erlaubnis zum Betrieb einer Gaststätte am 10. Juli 1908 vom Bezirksamt Meßkirch eröffnet. Der Name kommt von einem mittelalterlichen Grenzstein, der an die Schnittstelle von drei Grafschaften erinnert und deren Grenzen, die in Buchheim aufeinander trafen.[14]

### Naturdenkmäler
- Auf der Südseite des Donaudurchbruchs bieten mehrere Aussichtspunkte Einblicke in das Donautal und Ausblicke auf die teilweise spektakulären Felsformationen auf der gegenüber liegenden Seite.
- Das Naturdenkmal Buttentalhöhle bei Buchheim war altsteinzeitlicher (10.000 v. Chr.) Lebensraum.

### Regelmäßige Veranstaltungen
- Bei der schwäbisch-alemannischen Fasnet spielt die Buchheimer Narrenfigur des Schilpen eine wichtige Rolle. Laut einer Sage sollen die Buchheimer in einem futterarmen Hungerjahr den Gemeindestier (alemannisch „Farre“) an einem Strick den Buchheimer Hans hochgezogen haben, damit er das auf der Turmplattform wachsende Grasbüschel (alemannisch „Schilpen“) hätte abweiden können. Da der Strick um den Hals gelegt war, überlebte der Farre die Aktion nicht.[15]

## Wirtschaft und Infrastruktur
In Buchheim befindet sich ein Kindergarten mit zwei Gruppen und eine Grundschule mit vier Klassen.